# 카를로 아쿠티스
카를로 아쿠티스(이탈리아어: Carlo Acutis, 1991년 5월 3일 ~ 2006년 10월 12일)는 이탈리아의 웹사이트 디자이너로, 성체의 기적과 승인된 성모 발현을 기록하고 이를 자신이 설계한 웹사이트에 목록화하였다. 그는 백혈병으로 사망하기 전까지 이 작업을 수행하였다.
아쿠티스는 쾌활한 성격과 컴퓨터 기술, 그의 삶의 핵심 주제가 된 성체에 대한 헌신으로 주목받았다. 2020년 10월 10일 프란치스코 교황에 의해 시복되었다.
2024년 5월 23일, 프란치스코 교황은 아쿠티스의 전구로 인한 두 번째 기적을 인정하였으며, 이로써 가톨릭 교회에서 밀레니얼 세대 최초의 시성을 위한 길을 열었다.

## 어린 시절

### 출생과 세례
카를로 아쿠티스는 1991년 5월 3일 영국 런던에서 부유한 이탈리아 가문 출신인 안드레아 아쿠티스와 안토니아 살자노 사이에서 태어났다. 그의 부계 가문은 이탈리아 보험 업계에서 활동했으며, 모계 가문은 출판사를 운영했다. 아쿠티스의 외증조모는 미국 뉴욕의 지주 가문 출신으로 미국에서 태어났다.
그의 세례식은 1991년 5월 18일 첼시의 돌로레스 성모 성당에서 거행되었다. 부친의 아버지인 카를로가 대부였고, 모친의 어머니인 루아나가 대모였다. 그의 부모 모두 종교적이지 않았다.

### 이탈리아로의 이주
아쿠티스의 부모는 그가 태어나기 전 런던과 독일에서 일했으며, 1991년 9월 그가 태어난 직후 밀라노로 이주했다. 부모는 가족 사업체에서 일했고, 그는 아일랜드 출신 보모의 돌봄을 받았다.
몇 차례 탁아소를 방문한 것 외에는 아쿠티스의 초기 양육은 대부분 보모들이 담당했다. 한 번의 탁아소 방문 중 그는 다른 아이들의 괴롭힘을 당했다. 그가 너무 착하다고 생각한 폴란드 출신 보모는 다른 아이들이 그의 장난감을 가져가지 않도록 경계를 설정하는 법을 가르치려 했다. 그는 이에 "제가 화를 내면 예수님이 기뻐하지 않으실 거예요."라고 대답했다.
여름에 아쿠티스는 모친의 부모와 함께 첸톨라에서 지냈다. 해변에서 하루를 보낸 후, 그는 지역 본당 성당에서 여러 연장자 여성들과 함께 묵주기도를 드리곤 했다. 그의 가족은 또한 안티오키아의 성 마르가리타 대성당 근처 산타 마르게리타 리구레에 배를 소유하고 있었다.

### 학창 시절
아쿠티스는 1997년 9월 밀라노의 산 카를로 학원에서 초등학교에 입학했다.  그러나 학교가 집에서 멀었기 때문에 3개월 후 성 마르첼리나 수녀회가 운영하는 마르첼리네 톰마세오 학원으로 전학했다. 
등굣길에 그는 길가의 여러 집에서 일하는 외국인 관리인들에게 특별한 관심을 가졌다. 그들의 이름을 익히고 매일 아침 개인적으로 인사를 나누며 멈추곤 했다.
중학교를 마친 후 아쿠티스는 예수회 레오네 13세 고등학교에 진학했다.
그는 평범한 학생이었지만 독서를 좋아했고 컴퓨터 과학을 포함한 다른 학문 분야를 독립적으로 추구했으며 색소폰을 독학으로 배웠다. 아쿠티스에게는 숙제를 도와주고 그와 함께 교회에 다니는 과외 선생님도 있었다.
학교 밖에서 아쿠티스는 노숙자와 빈곤층을 위해 자원봉사를 했다. 그는 또한 영화, 만화 편집, 비디오 게임을 좋아했다.
아쿠티스는 체중 조절에 어려움을 겪었고 종종 누텔라를 과다섭취했다. 희생의 의미로 그는 단것이나 좋아하는 영화를 절제했는데, 이는 프란치스코회가 실천하는 청빈을 존경하고 이를 본받고자 했기 때문이다.

### 선행
아쿠티스는 자연을 사랑했다. 그가 자주 길가의 쓰레기를 주웠기에, 그의 아버지는 하이킹 중에 쓰레기를 주울 수 있는 도구를 사주어 그의 주머니가 쓰레기와 버려진 담배꽁초로 가득 차지 않게 했다. 해변에서는 그가 충전식 보트, 스노클, 오리발을 사용해 바다의 쓰레기를 수거했다. 또한 동물을 사랑해서 도마뱀을 밟는 젊은이들을 보면 매우 화를 냈다. 집에서는 고양이 두 마리, 개 네 마리, 물고기를 키웠지만, 발견하는 모든 길고양이를 데려와 달라고 부모에게 요청했다.
사회적 측면에서 아쿠티스는 부모가 이혼하거나 별거 중인 친구들을 걱정하여 그들을 자신의 집으로 초대해 지지했다. 학교에서 두 친구가 싸우는 것을 목격하면, 나중에 그들을 방과 후 집으로 초대해 화해를 돕곤 했다.
그는 또한 학교에서 다른 학생들에게 괴롭힘을 당하는 급우들을 옹호했다. 캣콜링을 듣거나 성희롱을 당하는 여학생들을 위해 목소리를 높이고 그렇게 하는 남학생들을 꾸짖었다.
저녁에 아쿠티스는 할머니에게 집 근처 공원에서 구걸하는 남자를 위해 간식을 만들어달라고 부탁했다. 간식을 전달할 때 아쿠티스는 그 거지에게 아침에 커피를 살 수 있도록 용돈의 일부도 주곤 했다. 한 해 생일에 조부모가 여러 게임을 선물했을 때, 아쿠티스는 밀라노의 카푸친 수도사들을 방문해 장난감이 없는 아이들을 위해 그 게임들을 기부했다.

## 가정 생활
아쿠티스의 어머니 안토니아는 세속적인 가정에서 자랐다. 그는 대학 시절 견진성사를 받았고 성당에서 결혼했지만, 아쿠티스가 태어나기 전에는 미사에 참석하지 않았다. 아들의 신앙과 그의 끈질긴 질문들이 그를 다시 신앙으로 이끌었다. 아버지의 경우도 비슷했다. 안토니아는 아쿠티스가 첫 영성체를 한 후 교리 수업을 이끌어달라는 요청을 받고 이를 수락했지만, 자신이 그럴 자격이 있다고 느끼지는 않았다.
생전에 카를로는 외동아들이었으며, 그의 사촌 플라비아가 가장 친한 친구였다. 아쿠티스 가족은 인도 출신의 브라만 이민자인 라제시 모후르를 가정부로 고용했다. 그와 아쿠티스는 친구가 되었다. 시간이 지나 아쿠티스와 기독교에 대해 이야기를 나눈 후, 모후르는 세례를 받기를 요청했다. 모후르의 친구인 시븐 키스트넨도 아쿠티스를 만나 그의 신앙에 대한 이야기를 듣고 개종하여 세례를 받았다. 모리셔스에서 방문한 모후르의 어머니는 모후르, 아쿠티스와 함께 미사에 참석했고, 아쿠티스가 미사 후 그와 길게 대화를 나누자 그 역시 세례를 요청했다.
아쿠티스 가족은 때때로 신앙교리성 고위 관리를 포함한 사제들을 저녁 식사에 초대하곤 했다. 가족은 또한 동방교회연구소와 교황청 성서연구원에서 공부할 수 있도록 부유하지 않은 배경을 가진 학생들을 위한 장학금을 지원했다.
아쿠티스는 여행을 즐겼고 여러 나라를 방문했지만, 아시시 마을이 가장 좋아하는 곳으로 남았다. 그의 부모는 그 도시에 별장을 구입했다.
아쿠티스는 컴퓨터 천재로 여겨졌지만, 그의 부모는 그만큼 능숙하지 않아 그의 컴퓨터에 자녀 보호 기능을 설정하는 방법을 몰랐다고 한다. 그들은 그가 살아있는 동안 더 이상의 자녀를 갖지 못했지만, 아이를 원했고 의학적 도움을 구했다. 그의 사망 정확히 4년 후, 당시 44세였던 그의 어머니 안토니아는 쌍둥이 미켈레와 프란체스카를 출산했다. 그는 이 사건을 아들의 전구 덕분이라고 여긴다고 한다.

## 종교 교육과 신앙
아쿠티스가 3살 때 외조부인 안토니오 살자노가 사망했다. 며칠 전 그는 외조부가 병자성사를 받는 자리에 있었다. 외조부는 꿈에 나타나 기도를 요청했다고 한다. 사망 직후, 할머니가 돌보는 동안 아쿠티스는 외투를 입고 교회에 데려가 달라고 요청했다. 이유를 묻자 그는 "예수님을 만나러 간" 외조부를 위해 기도하고 싶다고 말했다. 아쿠티스가 가톨릭 종교 의식에 관심을 보이자, 그의 질문들은 가족의 폴란드인 보모가 답변하였다.

### 본당 생활
아쿠티스가 12세일 때, 그는 자신의 본당인 산타 마리아 세그레타에서 교리 교사가 되었다. 당시 이탈리아의 교리 교육 구조는 일반적으로 성인들과 대조적으로 또래에게 종교 교육을 전달하는 청소년 단체의 젊은 팀 리더들에 의존했다. 아쿠티스의 본당 신부는 그에 대해 다음과 같이 말했다:
카를로는 매우 투명한 젊은이였습니다. 그는 진정으로 부모님, 하느님, 학급 친구들, 그리고 그를 덜 사랑하는 이들을 사랑하는 데 진보하기를 원했습니다. 그는 교리 수업뿐만 아니라 학교와 컴퓨터 과학에서도 자신을 교육하기 위해 공부에 전념하고자 했습니다.

### 성사
1998년 6월 16일, 7세 때 아쿠티스는 밀라노의 성 암브로시오 아드 네무스 수도원에서 첫 영성체를 받았다. 아쿠티스는 또한 자주 성체를 모셨고 성체 조배에 참석했다. 5년 후인 2003년 5월 24일 산타 마리아 세그레타 성당에서 견진성사를 받았다.

### 순례
메테오라에서 아쿠티스는 동방정교 성당을 방문하여 수도사제들을 만나고 신자들이 성화벽의 성화상에 입맞추는 것을 지켜보았다. 아쿠티스는 2005년 2월 처음으로 프랑스 루르드를 방문했다. 이듬해인 2006년 2월, 그는 마지막으로 포르투갈의 산타렘 지극히 거룩한 기적 성지와 파티마의 성모 성지를 방문했다.
그의 아버지가 한 번 가족과 함께 거룩한 땅을 방문하자고 제안했을 때, 아쿠티스는 밀라노에 머물고 싶다고 대답했다: "예수님이 지금 여기 계신데 왜 2000년 전 예수님이 계셨던 곳에 가야 하나요?" 그는 대신 밀라노의 모든 성당을 순례하는 것을 선호했다. 2002년에는 부모와 함께 리미니 회의에 참석했다.

### 성인에 대한 신심
아쿠티스는 특히 아시시의 프란치스코, 프란치스코와 자신타 마르토, 도미니코 사비오, 타르시시오, 베르나데 수비루, 마리아 막달레나 데 파치 등 성인들의 삶에 관심을 보였다. 그는 자주 수호천사에게 기도했다고 하며, 대천사 미카엘에 대한 특별한 신심을 보였다.

## 웹사이트
주변 사람들은 컴퓨터와 인터넷에 대한 그의 열정과 기술 때문에 그를 "컴퓨터 매니아"로 여겼다. 그는 드림위버, 자바, C++, 우분투를 다루는 데 능숙했다. 그는 종종 다른 사람들의 기술적 문제를 도와주곤 했다.
14세 때 본당 신부가 그에게 밀라노의 산타 마리아 세그레타 본당을 위한 웹페이지를 만들어 달라고 요청했다. 이후 고등학교 신부가 자원봉사 활동을 홍보하는 웹사이트를 만들어 달라고 요청했다. 이 작업으로 그는 "Sarai volontario"(자원봉사자가 될 것이다)라는 전국 대회에서 우승했다.

### 성체의 기적
젊은 세대에게 신앙을 전하는 데 열심이었던 아쿠티스는 세계의 모든 보고된 성체의 기적을 목록화하고 가톨릭 교회의 승인된 성모 발현 목록을 유지하는 웹사이트를 만드는 데 전념했다. 그는 복자 야고보 알베리오네가 미디어를 사용하여 복음을 전파하고 선포하는 노력을 높이 평가했으며, 자신의 웹사이트로 같은 일을 하고자 했다. 아쿠티스는 2004년에 웹사이트를 출시하고 2년 반 동안 작업했으며, 이 프로젝트에 가족 전체를 참여시켰다. 웹사이트는 그의 사망 며칠 전인 2006년 10월 4일 성 프란치스코 축일에 공개되었다. 입원 중이었기 때문에 아쿠티스는 로마의 성 카를로 보로메오 성당에서 열린 자신의 전시회 데뷔에 참석하지 못했다. 이 전시회는 그의 고등학교인 레오 13세 학원에서도 선보였다.
아쿠티스는 이탈리아 자동차 브랜드인 란차, 페라리, 마세라티의 디자인을 감탄했다고 한다.  이 자동차들을 생산하는 공장 근처에서 열린 리미니 미팅에 참석한 후, 그는 교회가 왜 그리스도와 교회를 더 잘 소개할 수 없는지 궁금해 하기 시작했다.

## 임종 전

### 질병
2006년 10월 1일, 아쿠티스에게 목 염증이 생겼다. 부모는 그를 의사에게 데려갔고, 이비인후선염과 탈수 진단을 받았으며 가족의 친구인 두 번째 의사도 이를 확인했다. 며칠 후 아쿠티스의 통증이 악화되고 소변에 혈액이 섞였다. 10월 8일 일요일, 아쿠티스는 미사에 갈 수 없을 정도로 일어날 수 없을 만큼 약해졌다.
아쿠티스는 혈액 질환 전문 클리닉으로 옮겨져 급성 전골수성 백혈병 진단을 받았다. 회복 가능성은 낮았다. 그는 중환자실로 옮겨져 인공호흡기를 착용했다.  불면의 밤을 보낸 후, 아쿠티스는 그의 상태를 치료할 수 있는 이탈리아의 3개 병원 중 하나인 밀라노 북부의 산 제라르도 병원으로 이송되었다.
병원 직원들은 원목을 불러 병자성사를 집전했다. 간호사가 그를 돌보러 왔을 때, 아쿠티스는 부모님이 이미 매우 피곤하시니 깨우지 말아 달라고 요청했다. 더 걱정하게 하고 싶지 않았기 때문이다.

아쿠티스는 자신의 고통을 베네딕토 16세 교황과 가톨릭 교회를 위해 봉헌하며 말했다: "제가 겪어야 할 고통을 교황과 교회를 위해 주님께 바칩니다." 그의 마지막 병을 치료하던 의사들이 큰 고통을 겪고 있는지 물었을 때 그는 "저보다 더 고통받는 사람들이 있습니다"라고 대답했다. 어머니에게 한 그의 마지막 말은 다음과 같았다:
"엄마, 두려워하지 마세요. 예수님이 인간이 되셨기에 죽음은 영원한 삶으로 가는 통로가 되었고, 우리는 그것을 피할 필요가 없어요. 영원한 삶에서 비범한 것을 경험할 준비를 합시다."

### 사망과 장례
아쿠티스는 혼수상태에 빠져 중환자실로 옮겨져 혈액 정화 치료를 받았다. 뇌출혈 후, 10월 11일 15세의 나이로 뇌사 판정을 받았다. 아쿠티스는 다음 날인 2006년 10월 12일 오후 6시 45분에 사망했다. 부모는 그의 시신을 집으로 옮겼고, 사람들은 4일 동안 마지막 작별 인사를 하러 왔다. 많은 낯선 사람들이 그의 장례식에 참석했으며, 교회를 떠났던 젊은이들과 3개월 후 추모 미사에 돌아온 사람들도 있었다. '카를로 아쿠티스의 친구들'이 결성되어 매년 연미사를 조직했다.

### 아시시로의 시신 이장

이탈리아 아시시의 성소에 있는 카를로 아쿠티스의 무덤

아쿠티스의 마지막 소원은 아시시에 묻히는 것이었다. 2019년 4월 6일, 그의 시신은 스폴리아치오네 성당으로 옮겨져 최종 안식처에서 공경받았다. 밤새 행렬은 산 루피노 대성당에 머물렀고, 교구 성가대는 이 행사를 위해 마르코 맘몰리가 특별히 작곡한 찬송가 "Non io, ma Dio"(내가 아니라 하느님)를 불렀다.

## 유산
2020년 가톨릭 교회가 아쿠티스의 전구로 인한 기적을 인정한 후, 안토니아는 언론에 아들이 꿈에 나타나 자신이 시복될 뿐만 아니라 미래에 성인으로 시성될 것이라고 말했다고 전했다. 그의 시성 절차를 위한 웹사이트가 만들어졌다. 교육자, 젊은이, 기도 모임을 위한 웹사이트와 그가 영감을 준 네 가지 전시회를 위한 웹사이트도 만들어졌다.

### 성체의 기적 사진 전시회
아쿠티스를 기념하여 라파엘로 마르티넬리 주교와 안젤로 코마스트리 주교는 모든 성체의 기적 장소에 대한 순회 사진 전시회를 조직하는 데 도움을 주었다. 이후 5개 대륙의 수십 개 국가를 순회했다.
전시회 인쇄본의 서문은 안젤로 코마스트리 추기경이 작성했으며 18개 언어로 번역되었다. 교회, 의회, 청소년 클럽, 환영 센터 등 10,000개 이상의 장소를 순회했다. 이 전시회는 포르투갈 파티마에서 열린 프란치스코와 자신타 마르토의 시성식에도 전시되었다.

### 복자 카를로 아쿠티스 본당
2020년 12월 15일, 교회법 규정에 따라 버나드 롱리 대주교는 영국 버밍엄 대교구에 복자 카를로 아쿠티스의 수호 아래 새로운 본당을 설립했다. 이 본당은 울버햄프턴의 성 베드로와 바오로, 성 미카엘, 성 베르나데트 세 성당을 포함한다. 2021년 7월, 시카고 로건 스퀘어의 성 요한 베르흐만스 본당과 벅타운의 성 헤드비그 본당이 복자 카를로 아쿠티스의 수호 아래 통합되었다.

### 동상, 찬사, 각색
2022년 4월, 영국 최초의 실물 크기 아쿠티스 동상이 스코틀랜드 노스래너크셔의 카핀 그로토에 세워졌다.

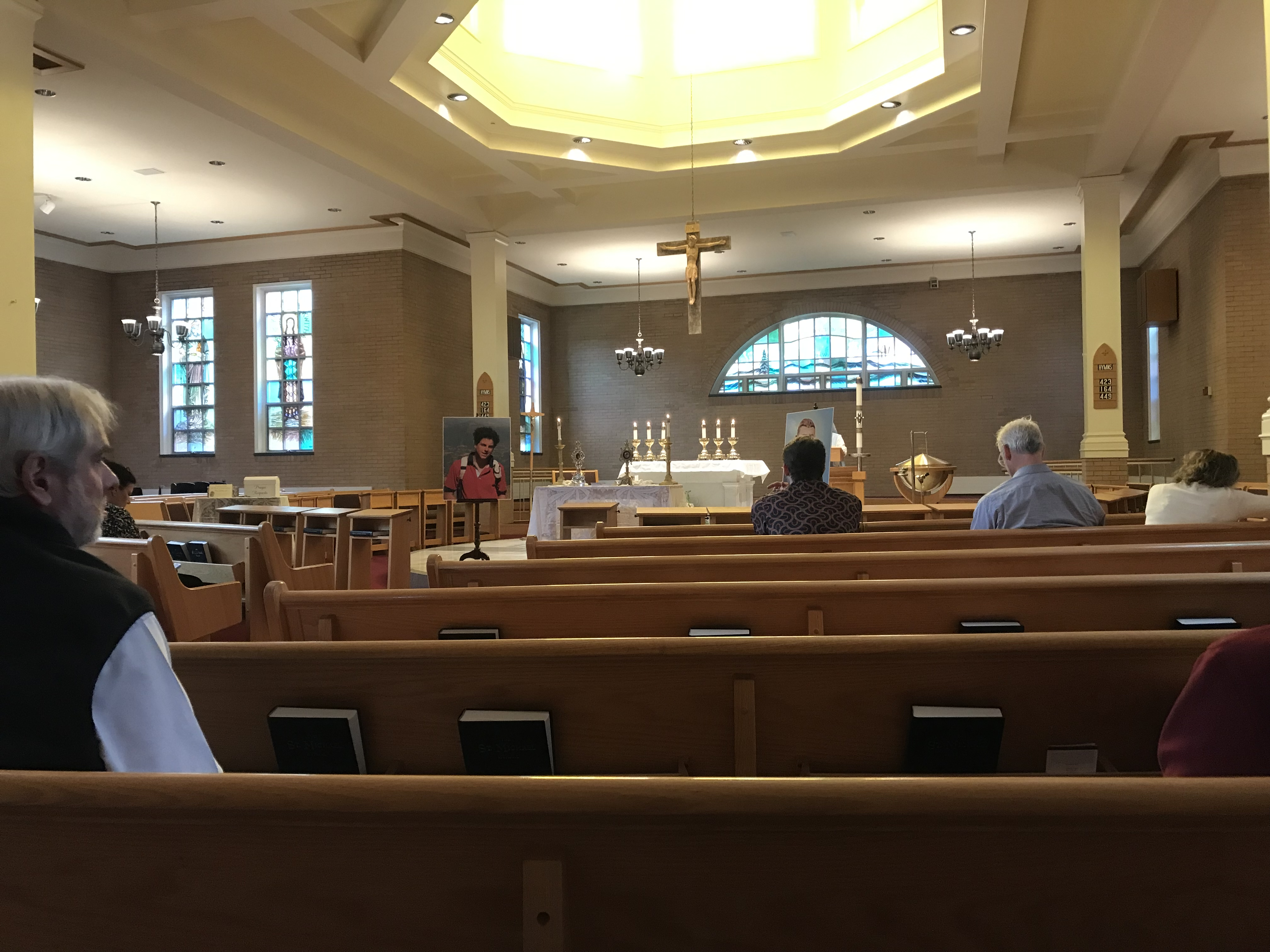
복자 카를로 아쿠티스와 성 마누엘 곤살레스 가르시아의 유해가 다트머스 대학의 성 클레멘트 성당을 방문했다.

아쿠티스는 한때 "우리는 모두 독창적으로 태어나지만, 많은 이들이 복사본으로 죽는다"라고 말했다. 2018년 청년 시노드를 마무리하는 문서에서 프란치스코 교황은 이 문구를 인용하며 그를 다음과 같이 칭찬했다:
카를로는 함정에 빠지지 않았습니다. 그는 많은 젊은이들이 겉으로는 다르게 보이지만, 결국 권력자들이 소비와 무감각의 메커니즘을 통해 강요하는 것들을 쫓아감으로써 실제로는 서로 비슷해진다는 것을 보았습니다. 이렇게 해서 그들은 주님이 그들에게 주신 선물들이 자신들 안에서 흘러나오게 하지 않습니다. 그들은 주님이 각자에게 심어 주신 이 개인적이고 독특한 선물들을 세상에 제공하지 않습니다.
프란치스코 교황은 또한 아쿠티스를 정상적인 삶을 사는 사람들이 성덕에서 성장하기 위한 모델이라고 불렀다. 카를로 아쿠티스의 유해는 그의 성체의 기적 사진 전시회와 함께 전 세계를 순회하고 있다.
아쿠티스의 생애 이야기를 각색한 작품으로는 만화책과 비디오 게임이 있다. 생전에 게이머였기 때문에 그는 "최초의 성인 게이머"로 불렸다.

## 시복

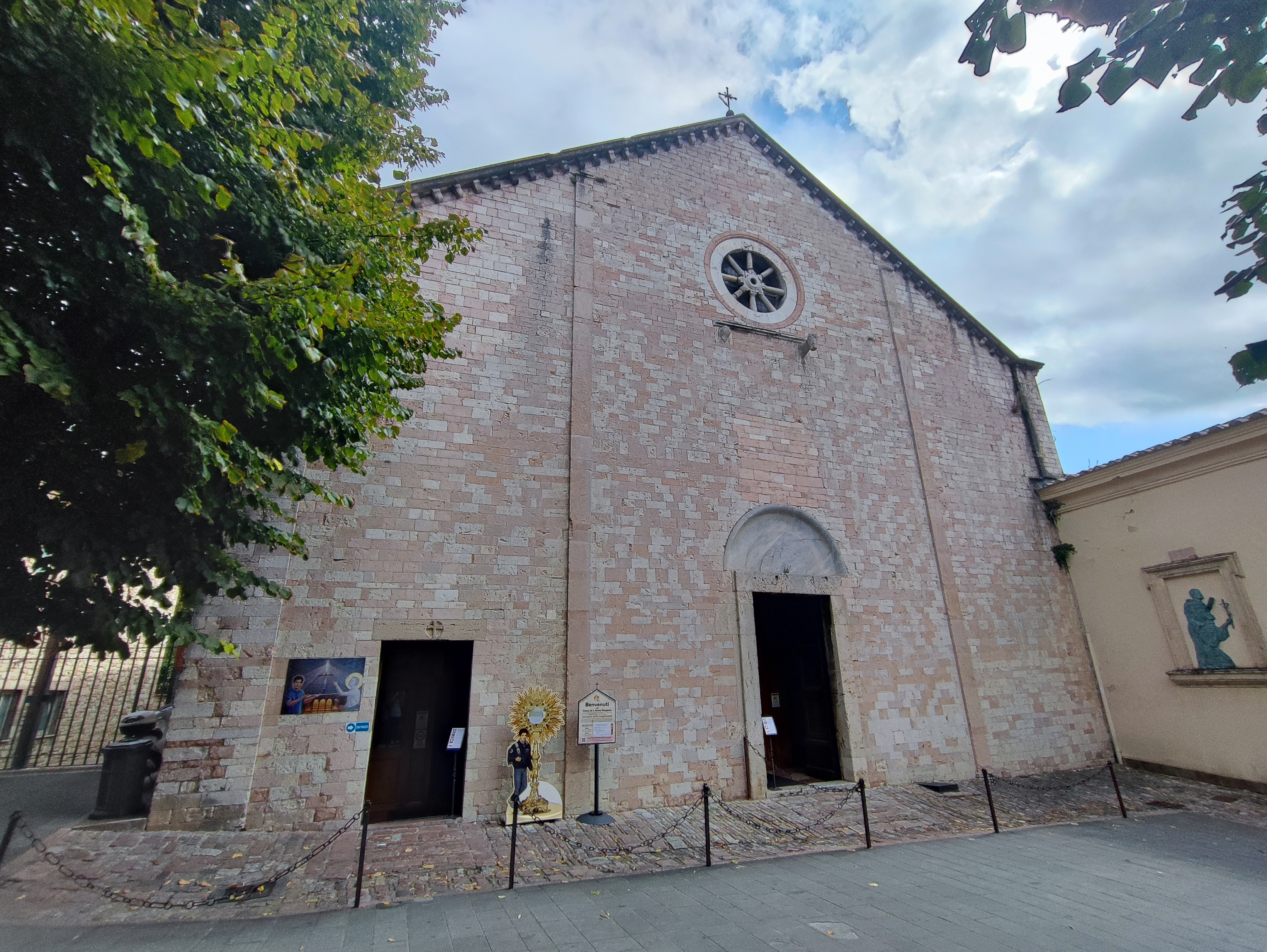
아시시의 산타 마리아 마조레 성당, 아쿠티스의 묘소

아쿠티스의 시복 요청은 그의 사망 후 얼마 지나지 않아 시작되었다. 2012년 10월 12일, 그의 사망 6주년에 밀라노 대교구는 시성 절차를 시작했다.
이 운동은 2013년 5월 13일 시성성이 절차 진행에 아무런 장애가 없다는 'nihil obstat'를 발표하면서 탄력을 받았다. 그는 그때 성인 품에 이르는 첫 단계인 하느님의 종으로 불리게 되었다. 롬바르디아 주교회의는 2013년 회의에서 공식 시성 절차 청원을 승인했다.
교구 조사의 시작은 2013년 2월 15일 안젤로 스콜라 추기경이 절차를 시작하면서 열렸고, 2016년 11월 24일에 마무리되었다. 스콜라는 아쿠티스가 "영화배우가 아니라 하늘의 별이 되도록 부름받았다"고 말했고, 아쿠티스를 "암브로시오 교회의 새로운 보물"이라고 했다. 절차의 공식적인 도입은 2013년 5월 13일에 있었고, 아쿠티스는 "하느님의 종"이라는 칭호를 받았다. 프란치스코 교황은 2018년 7월 5일 그의 삶이 영웅적 덕행의 삶이었음을 확인하고 가경자로 선포했다.

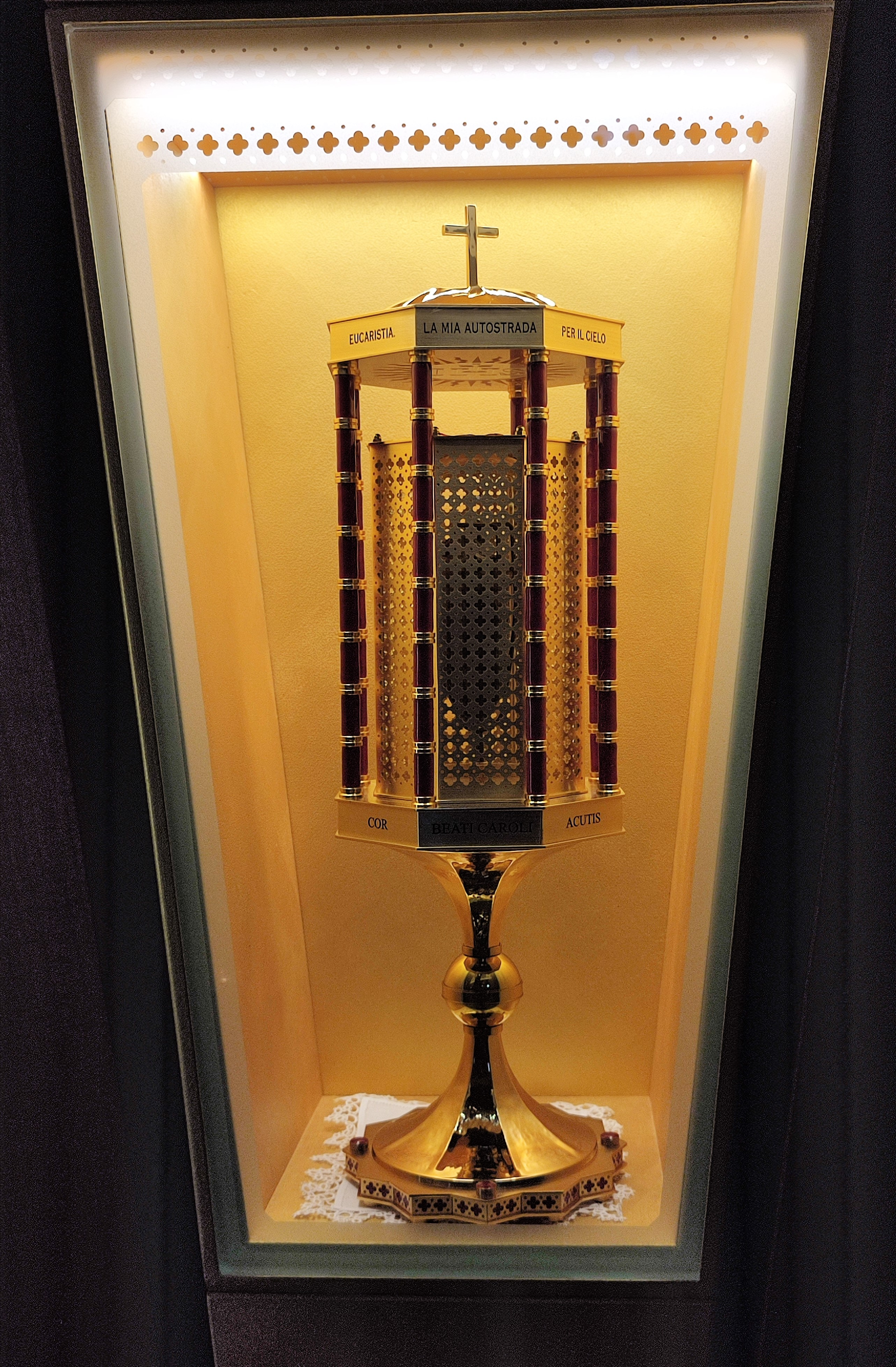
카를로 아쿠티스의 심장 유해

2019년 11월 14일, 바티칸의 시성성의 의학 위원회는 브라질에서 아쿠티스의 전구로 일어난 기적에 대해 긍정적인 의견을 표명했다. 루치아나 비안나는 음식 섭취가 어려운 췌장 결함을 가지고 태어난 아들 마테우스를 기도 모임에 데려갔다. 그 전에 그녀는 십대 아쿠티스의 전구를 청하는 9일기도를 했다. 모임 중 마테우스는 "토를 덜 했으면 좋겠다"고 기도했다. 모임 직후 그는 어머니에게 치유된 것 같다고 말했고 집에 돌아와서는 고형식을 요구했다. 그때까지 그는 액체식만 해왔다. 상세한 조사 후, 프란치스코 교황은 2020년 2월 21일 교령을 통해 이 기적의 진정성을 확인했고, 이는 아쿠티스의 시복으로 이어졌다.
교령 발표 한 달 내에 시복식은 이탈리아의 코로나19 범유행으로 인해 연기되었고, 이 기간 동안 국가는 봉쇄 조치에 들어갔다. 시복식은 2020년 10월 10일로 재조정되어 이탈리아 아시시의 산 프란체스코 대성당 상부 성당에서 열렸으며, 아고스티노 발리니 추기경이 교황을 대신하여 주재했다. 2019년 기준으로 아쿠티스 시성 절차의 후원자는 니콜라 고리이다.
2020년 10월 10일 시복식 이후, 조용한 군중들이 아시시의 옛 대성당인 산타 마리아 마조레 성당에 안치된 복자의 유해를 지나며 참배하고 있다.

## 시성 과정
2024년 5월 23일, 프란치스코 교황은 아쿠티스의 전구로 인한 두 번째 기적을 인정하고 시성 선포를 승인하여 그를 최초의 밀레니얼 세대 성인으로 만드는 과정을 마무리했다.
그의 전구로 인정된 기적은 2022년에 발생했다. 코스타리카 여성 발레리아가 자전거에서 떨어져 뇌출혈을 겪었고 의사들은 그녀의 생존 가능성이 낮다고 판단했다. 발레리아의 어머니 릴리아나는 아쿠티스의 전구를 위해 기도하고 그의 묘소를 방문했다. 같은 날, 발레리아는 다시 독립적으로 호흡하기 시작했고 다음 날에는 걸을 수 있게 되었으며 출혈의 모든 증거가 사라졌다.
2024년 7월 1일, 프란치스코 교황은 추기경들의 통상 추기경회의를 주재했고, 이 회의에서 복자 카를로 아쿠티스를 포함한 15명의 시성이 승인되었다.

## 더 읽어보기
- The Eucharist: My Highway to Heaven by Nicola Gori, a reporter at L'Osservatore Romano, and the postulator for Acutis' cause since 2019.[120][103][113]

## 참고문헌
- Conquer, Will (2021). 《Carlo Acutis: A Millennial in Paradise》. Sophia Institute Press. ISBN 9781644134849.